# Bronson M. Cutting

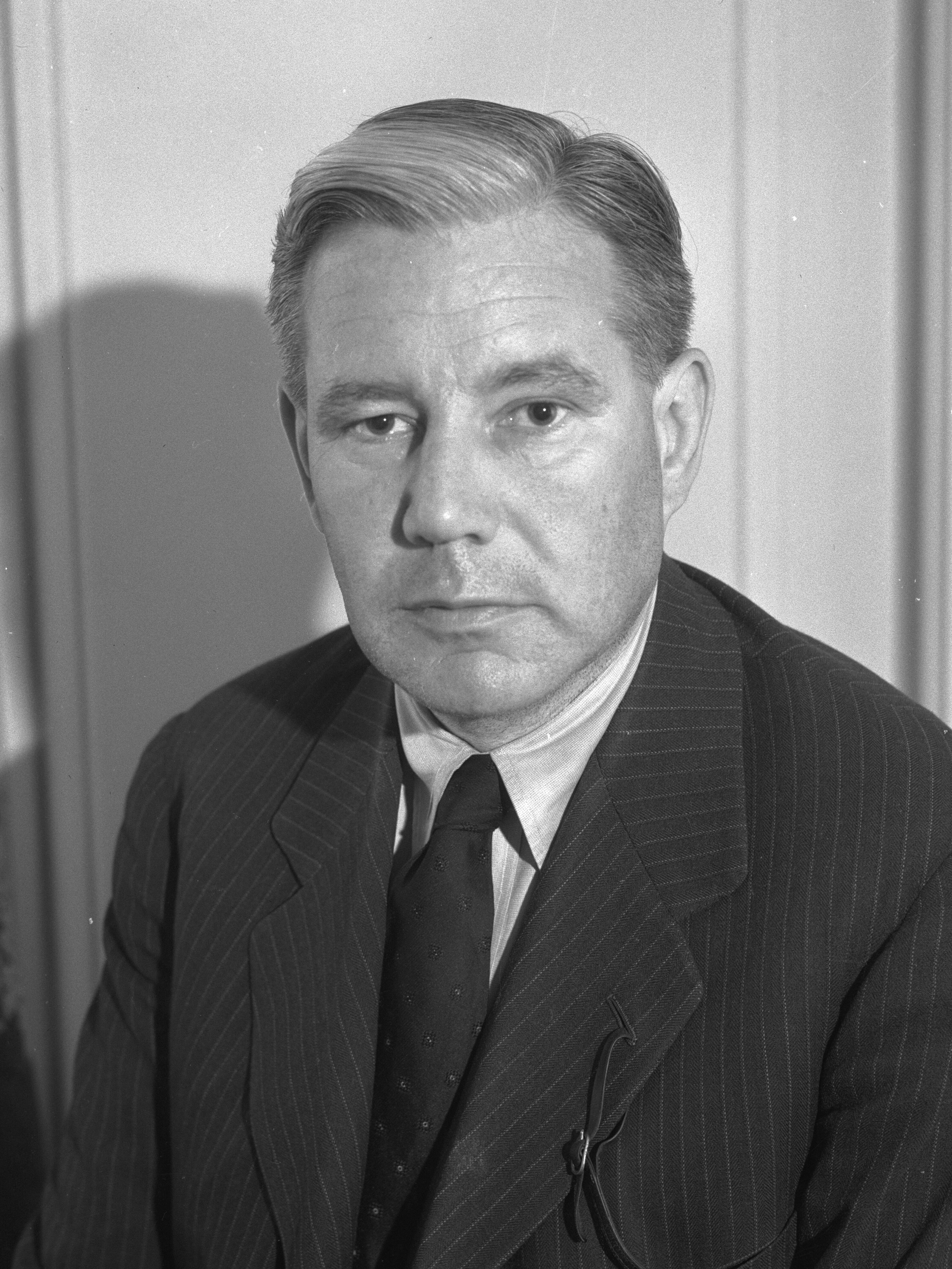
Bronson M. Cutting (1935)

Bronson Murray Cutting (* 23. Juni 1888 in Great River, Suffolk County, New York; † 6. Mai 1935 bei Atlanta, Missouri) war ein US-amerikanischer Politiker (Republikanische Partei), der den Bundesstaat New Mexico im US-Senat vertrat.

## Berufliche Laufbahn
Der auf Long Island geborene Bronson Cutting besuchte zunächst die öffentlichen Schulen, später dann die Groton School, eine Privatschule in Massachusetts. 1910 machte er seinen Abschluss an der Harvard University. Wenig später zog er auf ärztlichen Rat nach New Mexico, wo er eine Laufbahn als Zeitungsherausgeber einschlug. Er war dabei für den Santa Fe New Mexican und den El Nuevo Mexicano verantwortlich. Von 1912 bis 1918 war er Präsident der New Mexican Printing Company; dem Zeitungsherausgeberverband von New Mexico stand er von 1920 bis zu seinem Tod vor.
Während des Ersten Weltkrieges wurde Cutting in den Rang eines Captain berufen und als stellvertretender Militärattaché an der amerikanischen Botschaft in London eingesetzt. 1920 war er Dozent am Militärinstitut von New Mexico; als Vorsitzender der für das Staatsgefängnis von New Mexico zuständigen Behörde fungierte er im Jahr 1925.

## Politik
Nach dem Tod von US-Senator Andrieus A. Jones am 20. Dezember 1927 wurde Bronson Cutting neun Tage später zu dessen Nachfolger im Kongress berufen. Er verblieb dort bis zum 6. Dezember 1928 und trat nicht zur Nachwahl an, die Octaviano Ambrosio Larrazolo für sich entschied. Da dieser aber wiederum auf die Wiederwahl verzichtete, bewarb sich Cutting erneut um den Senatssitz und gewann die Wahl, sodass er bereits am 4. März 1929 in den Senat zurückkehrte. Auch die Wiederwahl im ansonsten für die Republikaner wenig erfolgreichen Jahr 1934 entschied er gegen den Demokraten Dennis Chavez knapp für sich. Einen Namen machte er sich, indem er noch vor Beginn des New Deal versuchte, die Bevölkerungsgruppe der Hispanics stärker ins politische Geschehen einzubinden.
Er gehörte zu den Initiatoren des Hare-Hawes-Cutting Independence Act, nach welchem den Philippinen für zehn Jahre ein Commonwealth-Status verliehen werden sollte, dem die Unabhängigkeit folgen sollte. Trotz des Vetos von Präsident Herbert Hoover wurde das Gesetz vom Kongress verabschiedet; jedoch verweigerte die Legislative der Philippinen die Anerkennung. Erst einige Jahre später war der ähnlich formulierte Tydings-McDuffie Act erfolgreich.
Bronson Cutting starb am 6. Mai 1935 bei einem Flugzeugabsturz in der Nähe von Atlanta in Missouri. Er war auf dem Weg von Albuquerque zurück nach Washington, D.C. Zu seinem Nachfolger im Senat wurde der im Jahr zuvor gegen ihn unterlegene Dennis Chavez bestimmt. Cutting wurde auf dem Green-Wood Cemetery in Brooklyn beigesetzt.